# Thunder Football Club
El Thunder Football Club fue un club chileno de fútbol con sede en la ciudad de Santiago, fundado en 1900 por alumnos del Colegio de los Sagrados Corazones.
En 1903 fue uno de los clubes fundadores de la Asociación de Football de Santiago (AFS), y participó en ella hasta su desaparición en el año 1907.

## Historia

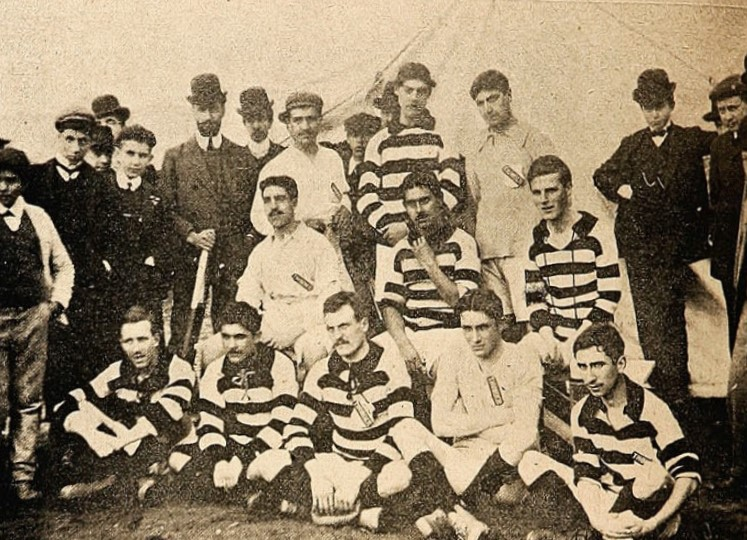
Formación del Thunder F. C. en 1905.

El Thunder Football Club fue fundado en el año 1900 por alumnos del Colegio de los Sagrados Corazones de Santiago, y fue uno de los conjuntos más poderosos del fútbol de la capital a comienzos del siglo xx, convirtiéndose en un tradicional animador de las diversas competencias del fútbol santiaguino en conjunto con Atlético Unión y Santiago National.
El viernes 15 de mayo de 1903, los representantes del club participaron en la fundación de la Asociación de Football de Santiago (AFS). Luis de la Carrera, jugador y secretario de Thunder, participó en el primer directorio de la asociación, en el cargo de prosecretario. Como en su primer año de existencia las competiciones de la Asociación de Football de Santiago se organizaron en dos divisiones, Thunder incorporó a un equipo en cada división: el primer equipo o Thunder I se incorporó a la Primera División, junto a Atlético Unión, Britannia, Instituto Pedagógico, Santiago National y Victoria-Chile; mientras que el segundo equipo o Thunder II se incorporó a la Segunda División, junto a Balmaceda, Bandera, Brasil, Cambridge, Chile, Chilian Star, Victoria Rangers, Victorioso y Wilmington.
El equipo de Thunder I finalizó como subcampeón de la Primera División de la AFS en 1903, inclinándose en la final por la Copa Subercaseaux ante Atlético Unión. La oncena titular estaba compuesta por: Madsen; A. Vargas, G. del Canto; R. del Canto, Gomien, Eyquem; J. Rodríguez, A. Hamel, F. Vargas, Hoyle y J. Amenábar.
En el campeonato de Primera División de 1906, Thunder alcanzó el primer lugar, pero al no darse por finalizado el torneo debido al terremoto de Valparaíso de ese año, el título de campeón quedó desierto. Al año siguiente, disputó el campeonato con Loma Blanca, equipo que finalmente se tituló campeón. A fines de esa misma temporada el club se disolvió, y muchos de sus socios ingresaron a las filas del Santiago National.

## Palmarés

### Títulos locales
- Subcampeón de la Primera División de la Asociación de Football de Santiago (4): 1903, 1904, 1905, 1907.